# 西条市
西条市（さいじょうし）は、愛媛県の東予地方にある市。西日本最高峰石鎚山の麓に位置し、瀬戸内海燧灘に面する。

## 概要
石鎚山の麓にあり、雪解け水による豊富な地下水から「水の都」として知られており農業が盛んである。また西条市が取り組んできた工業（製造業など）を中心とする産業振興方針を現代でも継承しており、西条市の工業出荷額は四国の市町村の中でも上位に位置する金額でもある。
2018年（平成30年）から移住政策に力を入れており、宝島社「住みたい田舎ベストランキング」の若者世代が住みたい田舎部門で3連覇したことがある（2019年 - 2021年）。

### 水の都
豊富で良質な地下資源から「水の都」と称されている。「うちぬき」と呼ばれる自噴水（地下水）は1985年（昭和60年）に旧環境庁（現環境省）の名水百選に選ばれた（名水百選「西条のうちぬき」）。また、水の郷にも認定されている（水の郷百選「うちぬきが育む…水の都 西条」）。

### 市名の由来
西条という地名は、鎌倉時代の荘園名にも見ることができ、その後の西条藩にも受け継がれてきたように歴史的にも由緒ある地名である。最も古くは「予章記」建暦元年条に河野通信は軍功により「新居西条の郷」を賜りとある。
平成の市町村合併に当たっての検討
市名については2市2町の合併協議会で、2003年（平成15年）5月から6月にかけて全国からの一般公募を実施した。その結果3万件以上の応募があり、最も多かったのは「西条市」で有効件数全体の65%を占めた。このなかから委員会で上位の西条市、石鎚市、いしづち市、伊予西条市、西條市、さいじょう市、水都市、東予市、道前市、ひうち市の10候補を選んだ。さらに、西条市、石鎚市、いしづち市、道前市、ひうち市の5候補に絞込み、合併協議会に諮り「西条市」とした。西条市長（旧市）が「個人的には西条がよい」と述べ、住民説明会などにおいて市名公募は西条で応募するよう促すなど、旧市の名称を継承する「西条市」の選択は既定路線ともいえた。ただ、東予市などの関係者にとっては新市名も本庁舎も西条ではあたかも吸収合併のようであり、寂寥感が募るとの声もあった。なお、5つの候補はいずれも古くからの地名であったり、地下水が自噴するなど水が豊富で「水の都」と称されてきたことにちなんだものである。
市役所については、合併協議会において西条市役所を利用しつつ合併後10年以内に現在地よりも西の幹線道沿線地域に新庁舎を建設することとなったが、未だに具体的かつ建設的な検討案は出されていない。

## 地理
- 山： 石鎚山、瓶ヶ森、笹ヶ峰、伊予富士　八堂山
- 河川： 加茂川、中山川、渦井川、大明神川[注釈 1]
- 湖沼:　黒瀬湖（黒瀬ダムによる人造湖）、大谷池、兼久池（かねさいけ）

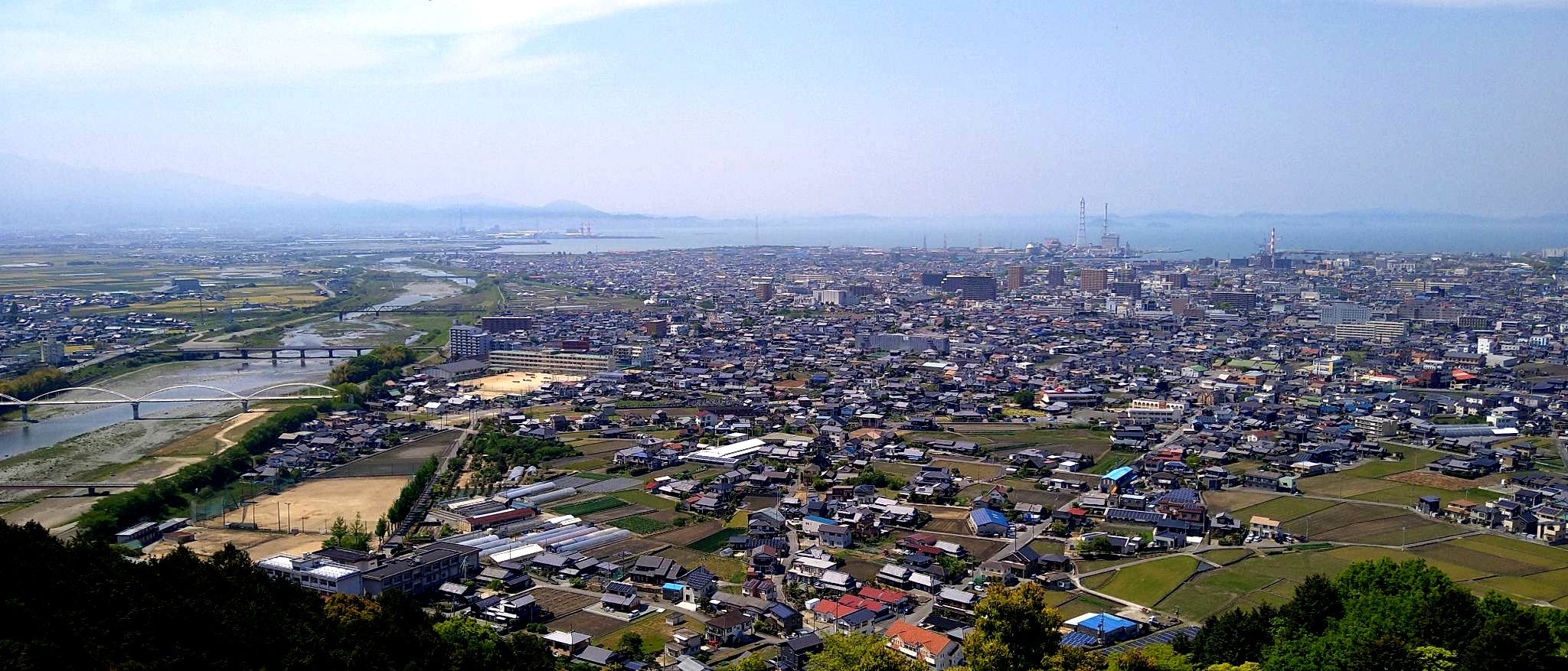
西条市考古歴史館より望む

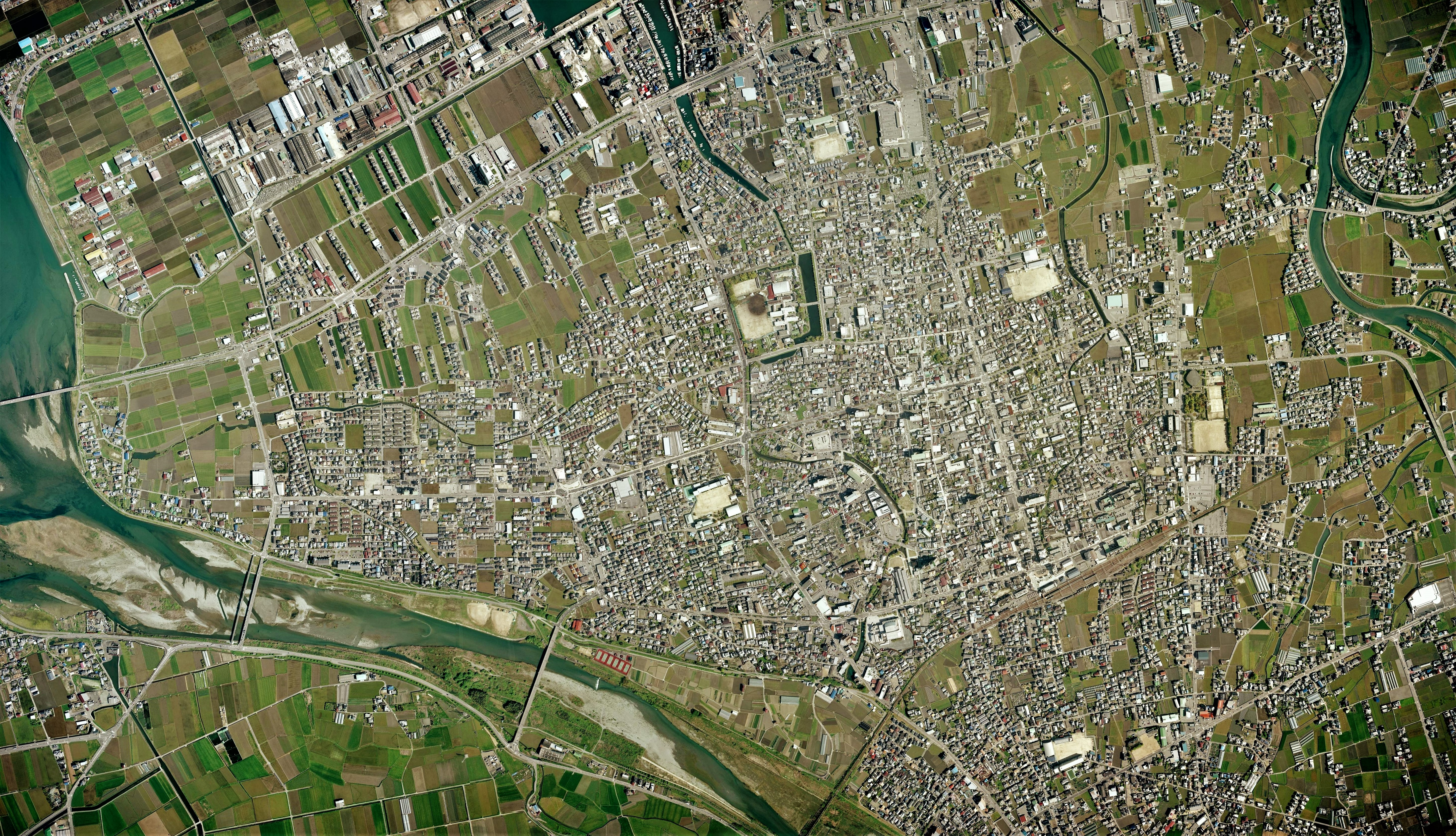
西条市中心部周辺の空中写真。
2010年4月28日撮影の33枚を合成作成。
。

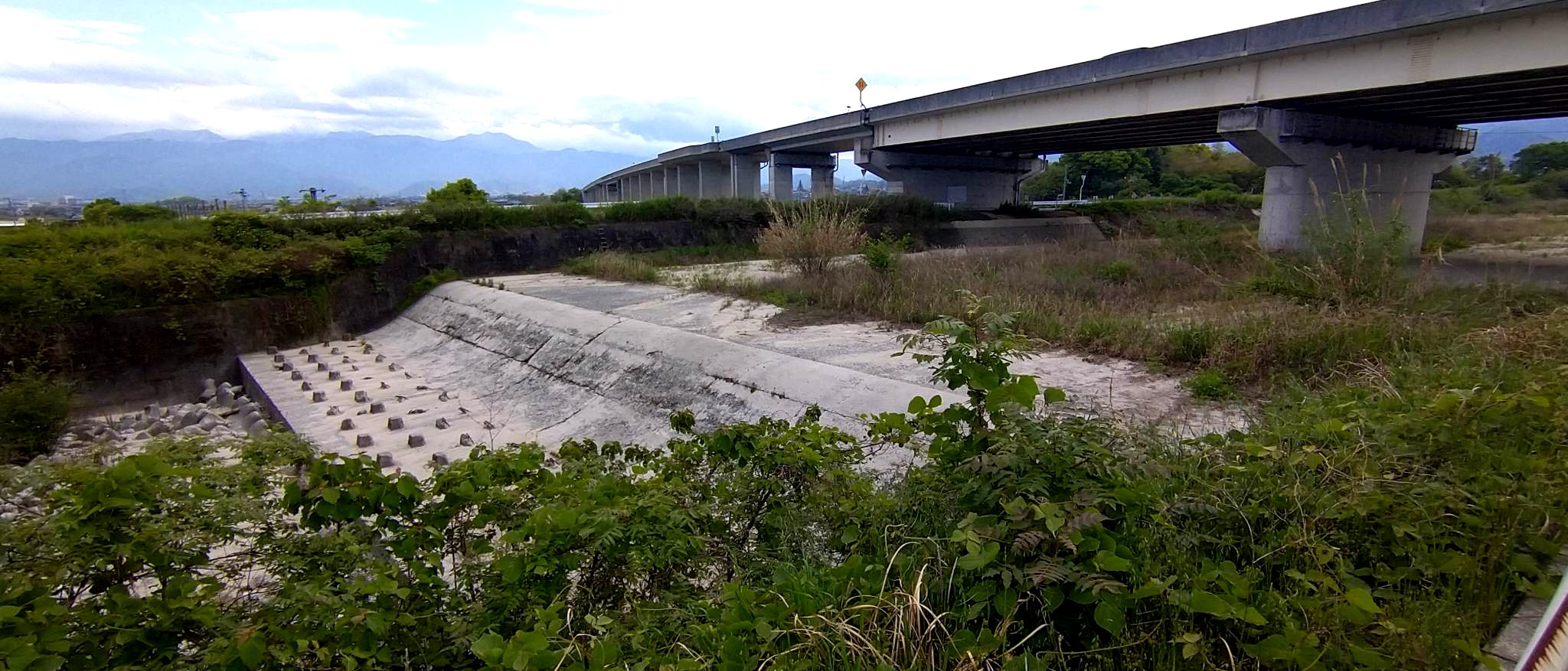
大明神川の下に線路が走る

| 二ノ森 石鎚山 瓶ヶ森 伊予富士 寒風山 笹ヶ峰 黒森山 西赤石山 東赤石山 二ッ岳 |
| 世田山麓から望む石鎚山脈と道前平野。                                        |

## 歴史

### 略史
旧石器時代
小松町明穂南方段丘の上に広さ6,000m2にも及ぶ広大な遺跡群がある。約2万年前になる後期旧石器時代のサヌカイト製ナイフ形石器などが発掘されている。
弥生時代
八堂山山頂付近にて昭和40年代に高地性集落が発見され、入母屋造の竪穴建物や円形倉庫が復元展示されている。
古墳時代
船屋、天神山、氷見、小松、丹原と市内各地に古墳が存在している。
景行天皇の第12皇子武国凝別命が伊予国平定のために派遣され、この地域（後の神野郡、新居郡、現在の愛媛県西条市・新居浜市)に拠点を置いた。成務天皇7年（西暦137年）に皇祖神である天照大神を祀り伊曽乃神社が創建された。
飛鳥時代
日本でもまだ16しか発見されていない神籠石が基礎の古代山城である永納山城が河原津地区楠に築かれる。
平安時代
嵯峨天皇の諱が義母（賀美能宿禰）の出身地である神野郡より「賀美能（神野）」と名付けられ、これにより大同4年（809年）に神野郡は改名となり新居郡が誕生した。 
戦国時代
鎌倉時代より新居郡は金子氏の城下町として栄えたが、天正13年に羽柴秀吉配下の小早川隆景・吉川元長による四国攻めの軍が瀬戸内海を渡って現在の新居浜市に上陸し、この地方を実質的に支配していた金子元宅との決戦の場となった（天正の陣）。「野々市ヶ原の古戦場」「千人塚」「高尾城」「高峠（高外木）城」「金子備後守元宅の墓」など多数の旧跡がある。
江戸時代
伊予の河野氏ゆかりの一柳氏が外様大名として西条藩を治めていたが3代目一柳直興の際改易され、しばらく天領となった。その後紀州徳川家より藩主徳川頼宣の二男・松平頼純を迎え、以後 紀州徳川家の支藩として幕末まで西条藩を治めた。
西条松平家第2代頼致は紀州藩主徳川吉宗が将軍となった際に紀州徳川家・紀州藩主を継いだ。松平家は参勤交代を行わない定府の大名であった。
徳川一門の親藩しかも御連枝ではあったが、幕末の際には官軍として戊辰戦争に参戦している。
また初代西条藩主・一柳直盛の三男・一柳直頼が外様大名として小松藩を開き、こちらは明治維新まで受け継がれ治めた。小松藩も幕末の際には官軍として戊辰戦争に遠く東北まで参戦している。
松山藩初代藩主・松平定行が領内に3つの市場を整備し、そのひとつが丹原の地に設けられた。
明治以降
※下記のほか、旧市町の記事も参照のこと。
- 1921年6月 - 国鉄伊予西条駅開業。

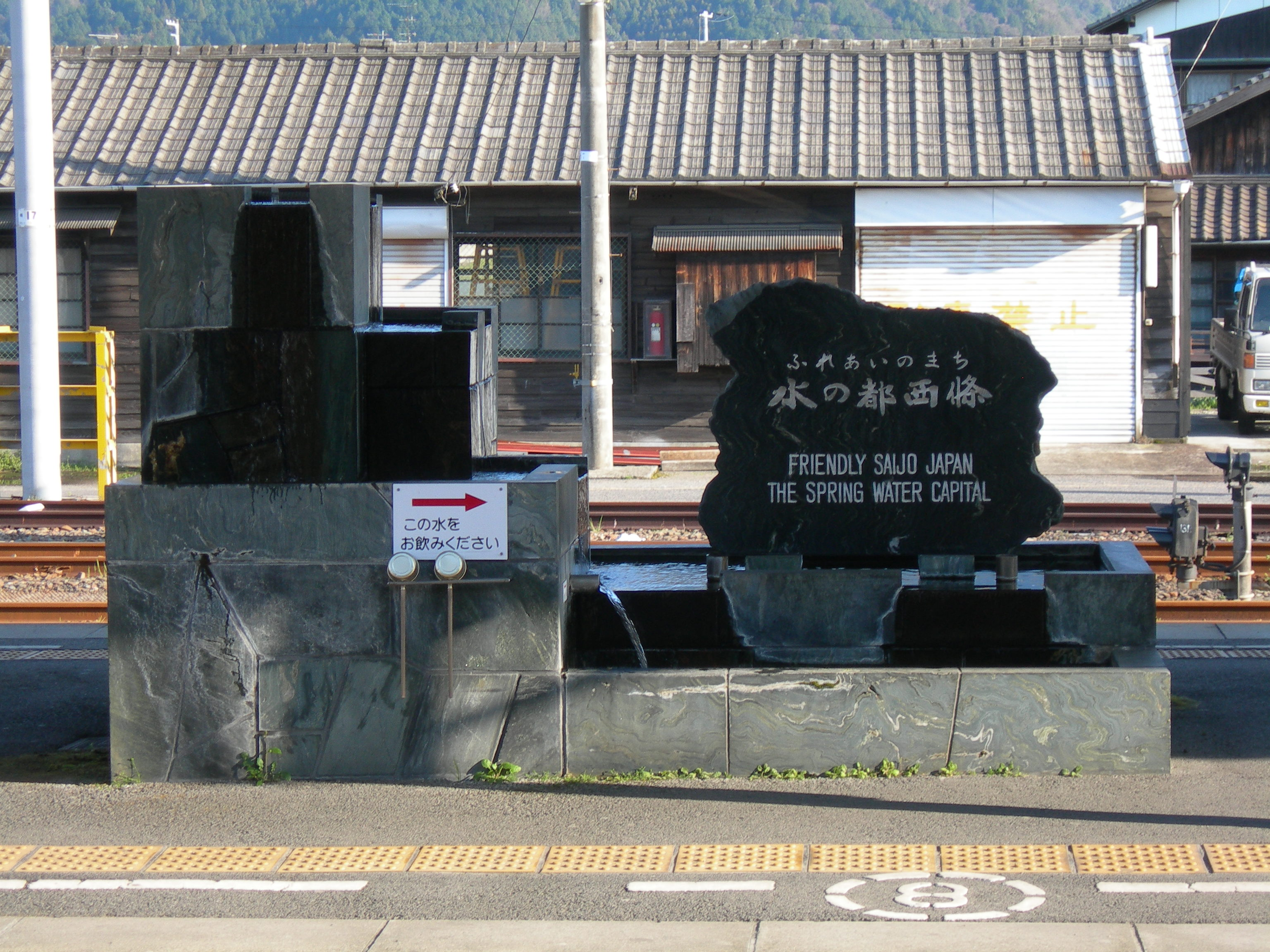
伊予西条駅構内にかつてあったうちぬき

- 1942年 - 愛媛地方航空機乗員養成所開設。
- 1950年3月17日 - 昭和天皇が市内を行幸（昭和天皇の戦後巡幸）[3]。倉敷レイヨン西条工場、南海地震による地盤沈下、干拓地の視察などが行われた[4]。
- 1954年4月 - 財団法人倉敷中央病院の分院として、西条中央病院が開設される（1984年に倉敷中央病院より独立）[5]。
- 1958年4月 - 済生会が赤松外科病院より建物･施設の寄贈を受け、済生会西条病院を開設。
- 1964年
  - 3月 - 積水化学工業が四国積水工業を設立して、進出[6]。
  - 4月 - 西条港･壬生川港が東予港として重要港湾に指定される。
- 1965年
  - 3月 - 寿電機（後のパナソニック ヘルスケア西条工場）が操業を開始。
  - 11月 - 四国電力西条発電所が営業運転を開始[7]。
- 1968年 - 西条市東部地区で、フッ素による水稲の生育被害が発生した[8] 。
- 1969年 - プリマハム四国工場が操業開始。
- 1971年
  - 2月 - 住友金属鉱山東予銅精錬所（東予工場）完成[9]。
- 1973年
  - 3月 - 黒瀬ダムが完成[10]。
  - 11月 - 住友重機械工業東予製造所が開設される[11]。
- 1983年 - 三菱電機西条工場（現・ルネサス エレクトロニクス西条事業所）操業開始。
- 1986年2月 - 西条太陽光試験発電所が完成[12]。
- 1991年3月 - 松山自動車道土居IC～いよ西条IC間が開通。
- 1994年11月 - 松山自動車道いよ西条IC～川内IC間が開通。
- 1995年 - 今治造船西条工場操業開始。
- 1996年4月 - 西条市総合文化会館が開館[13]。
- 1998年 - アサヒビール四国工場操業開始。
- 2002年 -  プリマハム四国工場が閉鎖。

新市制
- 2004年10月 - 西条市総合福祉センターが開館。
- 2006年3月 - 東予有料道路が無料開放される。
- 2007年11月 - 四国鉄道文化館が開館。
- 2008年3月 - 新居浜・西条地区広域市町村圏事務組合が解散。
- 2009年6月 - 市立西条図書館、市立丹原図書館がオープン[14]。
- 2010年8月 - 東予港が重点港湾に指定される。
- 2011年12月 - 地域活性化特区として「西条農業革新都市総合特区」が指定を受ける[15]。
- 2014年3月 - 西条紺屋町商店街再開発事業が完工[16]。
- 2015年 -  西条小松太陽光発電所操業開始。
- 2016年
  - 3月 - パナソニック ヘルスケア西条工場が閉鎖[17]。
  - 4月 - ひうち会館跡に西条市地域創生センターが開館。
- 2022年8月1日 -  各総合支所の名称を西部支所、丹原・小松サービスセンターに変更し業務内容を変更。

### 行政区域の変遷
- 1941年（昭和16年）4月29日 - 新居郡西条町、氷見町、飯岡村、神戸村、橘村が新設合併し、西条市（初代）が発足。
- 1956年（昭和31年）9月28日 - 大保木村、加茂村と新居浜市大生院の一部を編入。
- 2004年（平成16年）11月11日 - 西条市、東予市、小松町、丹原町の2市2町が新設合併し、改めて西条市（2代目）が発足。

## 気候
典型的な瀬戸内海式気候で四季を通じて晴れの日が多く、降水量は少なめである。夏はヒートアイランド現象が起こる都市部に比べれば暑くなく、夜には海陸風もあって幾分過ごしやすい。冬は毎年雪は降るものの、積雪するのは平野部では数年に一度程度である。また冬にはやまじ風が発生することがある。
山間部では冬の積雪はしっかりあってスキー場もあり、市内県内は元より県外からも訪れる客が多い。
| 西条市（1991年 - 2020年）の気候    | 西条市（1991年 - 2020年）の気候 | 西条市（1991年 - 2020年）の気候 | 西条市（1991年 - 2020年）の気候 | 西条市（1991年 - 2020年）の気候 | 西条市（1991年 - 2020年）の気候 | 西条市（1991年 - 2020年）の気候 | 西条市（1991年 - 2020年）の気候 | 西条市（1991年 - 2020年）の気候 | 西条市（1991年 - 2020年）の気候 | 西条市（1991年 - 2020年）の気候 | 西条市（1991年 - 2020年）の気候 | 西条市（1991年 - 2020年）の気候 | 西条市（1991年 - 2020年）の気候 |
| 月                                 | 1月                             | 2月                             | 3月                             | 4月                             | 5月                             | 6月                             | 7月                             | 8月                             | 9月                             | 10月                            | 11月                            | 12月                            | 年                              |
| ---------------------------------- | ------------------------------- | ------------------------------- | ------------------------------- | ------------------------------- | ------------------------------- | ------------------------------- | ------------------------------- | ------------------------------- | ------------------------------- | ------------------------------- | ------------------------------- | ------------------------------- | ------------------------------- |
| 最高気温記録 °C （°F）             | 19.0 (66.2)                     | 23.1 (73.6)                     | 27.9 (82.2)                     | 32.0 (89.6)                     | 34.3 (93.7)                     | 36.8 (98.2)                     | 37.5 (99.5)                     | 37.9 (100.2)                    | 36.7 (98.1)                     | 32.9 (91.2)                     | 25.6 (78.1)                     | 23.7 (74.7)                     | 37.9 (100.2)                    |
| 平均最高気温 °C （°F）             | 9.6 (49.3)                      | 10.1 (50.2)                     | 13.6 (56.5)                     | 19.0 (66.2)                     | 24.0 (75.2)                     | 26.6 (79.9)                     | 30.8 (87.4)                     | 31.8 (89.2)                     | 27.7 (81.9)                     | 22.6 (72.7)                     | 17.2 (63)                       | 12.0 (53.6)                     | 20.4 (68.7)                     |
| 日平均気温 °C （°F）               | 5.7 (42.3)                      | 6.0 (42.8)                      | 9.1 (48.4)                      | 14.0 (57.2)                     | 18.9 (66)                       | 22.5 (72.5)                     | 26.6 (79.9)                     | 27.4 (81.3)                     | 23.7 (74.7)                     | 18.4 (65.1)                     | 12.9 (55.2)                     | 7.9 (46.2)                      | 16.1 (61)                       |
| 平均最低気温 °C （°F）             | 1.9 (35.4)                      | 1.9 (35.4)                      | 4.6 (40.3)                      | 9.1 (48.4)                      | 14.1 (57.4)                     | 19.1 (66.4)                     | 23.2 (73.8)                     | 23.8 (74.8)                     | 20.3 (68.5)                     | 14.5 (58.1)                     | 8.8 (47.8)                      | 4.0 (39.2)                      | 12.1 (53.8)                     |
| 最低気温記録 °C （°F）             | −4.5 (23.9)                     | −7.7 (18.1)                     | −3.3 (26.1)                     | 0.4 (32.7)                      | 5.3 (41.5)                      | 10.2 (50.4)                     | 16.4 (61.5)                     | 17.9 (64.2)                     | 11.4 (52.5)                     | 4.7 (40.5)                      | 0.4 (32.7)                      | −3.2 (26.2)                     | −7.7 (18.1)                     |
| 降水量 mm （inch）                 | 53.2 (2.094)                    | 69.1 (2.72)                     | 109.7 (4.319)                   | 103.3 (4.067)                   | 127.0 (5)                       | 208.9 (8.224)                   | 185.6 (7.307)                   | 125.2 (4.929)                   | 230.1 (9.059)                   | 151.9 (5.98)                    | 70.5 (2.776)                    | 59.3 (2.335)                    | 1,493.5 (58.799)                |
| 平均降水日数 （≥1.0 mm）           | 7.3                             | 8.8                             | 10.8                            | 9.8                             | 8.9                             | 12.1                            | 9.8                             | 7.7                             | 10.7                            | 8.3                             | 7.3                             | 7.7                             | 109.3                           |
| 平均月間日照時間                   | 125.0                           | 131.8                           | 162.6                           | 185.6                           | 200.9                           | 139.8                           | 177.2                           | 204.1                           | 140.3                           | 149.9                           | 128.4                           | 120.4                           | 1,865.9                         |
| 出典1：Japan Meteorological Agency |                                 |                                 |                                 |                                 |                                 |                                 |                                 |                                 |                                 |                                 |                                 |                                 |                                 |
| 出典2：気象庁                      |                                 |                                 |                                 |                                 |                                 |                                 |                                 |                                 |                                 |                                 |                                 |                                 |                                 |

## 行政
- 市長：高橋敏明（2024年11月28日就任、1期目）

### 歴代市長
旧・西条市
| 代   | 氏名       | 就任年月日     | 退任年月日     |
| ---- | ---------- | -------------- | -------------- |
| 初代 | 高橋作一郎 | 1941年7月3日   | 1945年7月3日   |
| 2    | 十河信二   | 1945年7月3日   | 1946年4月17日  |
| 3    | 高橋初次郎 | 1946年4月17日  | 1951年4月4日   |
| 4    | 岡本達一   | 1951年4月23日  | 1955年4月22日  |
| 5    | 文野俊一郎 | 1955年5月2日   | 1959年11月16日 |
| 6    | 村上徳太郎 | 1959年12月18日 | 1971年12月17日 |
| 7    | 伊藤一     | 1971年12月18日 | 1979年12月17日 |
| 8    | 桑原富雄   | 1979年12月18日 | 1995年12月17日 |
| 9    | 伊藤宏太郎 | 1995年12月18日 | 2004年10月31日 |

新・西条市
| 代   | 氏名       | 就任年月日     | 退任年月日     |
| ---- | ---------- | -------------- | -------------- |
| 初代 | 伊藤宏太郎 | 2004年11月28日 | 2012年11月27日 |
| 2    | 青野勝     | 2012年11月28日 | 2016年11月27日 |
| 3    | 玉井敏久   | 2016年11月28日 | 2024年11月27日 |
| 4    | 高橋敏明   | 2024年11月28日 |                |

### 主要公共施設
- 市役所庁舎
- 西部支所
- 丹原サービスセンター
- 小松サービスセンター
- 西条市市民会館
- 西条市立図書館
- 西条市立東予図書館
- 西条市立小松温芳図書館
- 西条市立西条郷土博物館
- 西条市立東予郷土館
- 西条市考古歴史館

- SAIJO BASE
- 西条市総合福祉センター
- 西条市東予総合福祉センター
- 西条市丹原福祉センター
- 西条市小松地域福祉センター
- 西条市立周桑病院
- 西条市休日夜間急患センター
- 西条市道前クリーンセンター
- 西条市ひうちクリーンセンター
- 西条市総合体育館
- 西条市西条西部体育館
- 西条市ひうち体育館

- 西条市東予体育館
- 西条市丹原体育館
- 西条市小松体育館
- 西条市小松武道館
- 西条市丹原B&G海洋センター
- 西条市西条運動公園総合プール
- 西条市東予運動公園プール
- 西条市ひうち陸上競技場
- 西条市東予運動公園野球場
- 西条市屋内運動場 ビバ・スポルティア SAIJO
- 西条市丹原総合公園

- 西条市小松中央公園
- 西条市西条市民公園
- 西条市西条西部運動公園
- 西条市ひうち球場
- 西条市東予運動公園
- 西条市総合文化会館
- 西条市丹原文化会館
- 西条市消防本部

- 西条市食の創造館
- 鉄道歴史パーク in SAIJO
  - 四国鉄道文化館
  - 十河信二記念館
  - 観光交流センター
- 西条市石鎚ふれあいの里
- 西条市本谷温泉
- 西条市石鎚山ハイウェイオアシス館
- 西条市椿交流館

### その他司法・行政機関
- 松山地方裁判所西条支部
- 松山家庭裁判所西条支部
- 西条簡易裁判所
- 松山地方検察庁西条支部・西条区検察庁
- 松山地方法務局西条支局
- 松山刑務所西条刑務支所
- 高松国税局伊予西条税務署
- 四国地方整備局松山河川国道事務所西条国道維持出張所
- 愛媛労働局西条公共職業安定所
- 中国四国農政局愛媛農政事務所地域第二課
- 中国四国農政局西条統計・情報センター

- 愛媛県東予地方局
- 愛媛県西条保健所
- 西条教育事務所
- 西条家畜保健衛生所
- 愛媛県立東予青年の家
- 県営黒瀬ダム・黒瀬ダム管理事務所
- 愛媛県西条地区工業用水道建設事務所
- 愛媛県水産試験場東予分場
- 愛媛県養鶏研究所
- 愛媛県西条警察署
- 愛媛県西条西警察署

また、新居浜・西条圏の各種計画や研修実施などの連絡調整、休日・夜間の救急医療体制の整備などを執り行う特別地方公共団体である新居浜・西条地区広域市町村圏事務組合を、隣接する新居浜市と組織している。

### 友好都市・提携都市
- 保定市（中華人民共和国 河北省）

災害時相互応援協定
- 伊勢市（三重県） - 2002年（平成14年）10月10日締結。西条祭りの祭り歌として伊勢音頭が歌われ、また伊勢神宮の式年遷宮の際には西条のだんじりが奉納されるなど、祭事を通じて親交が深い。
- 相馬市（福島県） - 2012年（平成24年）5月19日締結。前年の東日本大震災発生直後から、支援物資送付や職員派遣などによる支援活動を通じて交流を深めている。
- 新潟市（新潟県） - 2015年（平成27年）6月27日締結。楽曲『千の風になって』にゆかりのある3市町（両市および北海道七飯町）が2009年（平成21年）から実施している文化交流事業「千の風サミット」を縁に交流を深めている。

### 主要施策
西条農業革新都市プロジェクト
2011年3月、日本経済団体連合会が進める「未来都市モデルプロジェクト」の実証地域に選ばれ、地元農業関係者、産業界、行政が協同で「総合6次産業都市」の実現を目指す取組がスタートした。
- 「西条農業革新都市」総合特区〜総合6次産業都市をめざして〜

12歳教育推進事業（防災教育）
人生の節目である12歳（小学校6年生）という時期に、防災をテーマとした意見発表や体験学習を行うことで、防災に対する意識を高め、災害時に地域で活躍できる子どもを育成する。また、JICA（国際協力機構）の国際支援委託事業として、西条市の「12歳教育」をベトナム国フエ市に紹介し、現地の実情に合った教育プログラムの実践に取り組んでいる。
- 12歳教育推進事業について

フィールド大学事業
「西条は、まちのすべてが、学びのキャンパス」という基本理念のもと、教育・研究交流協定を締結した大学などから研究者などを招へいし、幅広い分野における教育・研究交流を通じて、地域課題の解決や人材育成に取り組み、地域の活性化を図る。
協定締結機関
- 東海大学
- 京都大学大学院地球環境学堂
- 東京農業大学
- 総合地球環境学研究所
- 東京大学大学院農学生命科学研究科生物材料科学専攻
- 香川高等専門学校

## 経済
臨海部は、四国中央市、新居浜市、西条市、今治市、松山市へと繋がる、中四国最大規模の工業地帯を形成している。素材、半導体、造船、飲料、発電、鉄鋼など、工業立地の形態が多種多様な分野に至るのが当市の工業立地の特徴である。
工業出荷額は四国の市町村のなかでもトップクラスであり、高知県全体よりも大きい。
隣接する新居浜市とは工業のみならず商業においても一体化が進んでおり、1つの経済圏をなしている。

### 農業
加茂川水系と中山川水系下流部に位置する市中央部の西条平野は穀倉地帯として知られる。また、西部の周桑地域では、花き、野菜、果樹などが栽培されており、愛媛県下有数の農業地帯となっている。
- 七草 - 名水ブランド。生産額、出荷額ともに全国トップクラス。
- バラ - 丹原地域。国内有数の産地として知られる。
- あたご柿 - 丹原地域
- ホウレン草 - 神戸地域
- その他、米、裸麦、大場、苺、みかん（特に石鎚神社際でとれるものは「だんみかん」とよばれ高級ブランドとなっている）。

#### 農業協同組合
- 愛媛東予養鶏農業協同組合（2015年解散）
- えひめ未来農業協同組合（JAえひめ未来）
- 周桑農業協同組合（JA周桑）
- 東予園芸農業協同組合

### 漁業
遠浅の海岸が連なっていたが、埋め立てにより、次第に漁場は狭められているものの、小型漁船漁業や海岸を利用した海苔養殖などが営まれている。
- 海苔、イイダコ、ボラ、貝類など

### 鉱業
かつては盛んであったが現在は全てが廃坑となった。
市之川鉱山ではアンチモンの基となる輝安鉱の鉱山があり江戸時代より活況を呈していた。イギリス大英博物館（自然史）に展示されている世界一の輝安鉱結晶はこの市之川鉱山で採掘されたものである。市内堀之内にある西条市郷土博物館にもやはり大きな結晶が展示されている。また市内の加茂川の川原では目を凝らすと5分ほどで小さな輝安鉱結晶が付いた石を現在でも見つけることができる。
基安鉱山、新居鉱山、千町鉱山、西之川鉱山、大森鉱山、龍王鉱山、千原鉱山（以上は全て銅鉱山）

### 製造業
東予新産業都市の開発拠点として、大規模な臨海工業団地の建設を機会に、急速に工業が集積した地域である。加茂川水系がもたらす豊富な地下水を有し、四国の中心部に位置すること、西日本最大規模の臨海工業団地を有すること、産業道路として位置付けられた愛媛県道13号壬生川新居浜野田線が整備されたことなどが、四国を代表する工業地帯への成長に繋がっている。西条地域のエレクトロニクス・半導体・ビール・鉄工・造船に加え、東予地域の機械製造、丹原地域の鋳物、内陸部の縫製業などが主力業種である。東部の埋立地に今治造船の船殻工場があったが、ドック設備が新設され、新造船も行われるようになった。国内では実に四半世紀ぶりのドック新設であり、業界関係者から注目されるところとなっている。同社最大規模の造船所となっており、大型タンカーや鉱石運搬船などが建造されている。その関係の事業所も立地しており、立地している製造業の幅が広がった。近年では、西条産業情報支援センターを中心とする内発型産業の育成にも重点を置いている。
2017年現在の製造品出荷額等（従業員4名以上の事業所）は8,251億円であり、県内では今治市に次いで2位となっている。

### 商業
- 小売店
  - 株式会社フジ
  - マルナカブランド店舗：西条店、東予店、氷見店
  - マックスバリュブランド店舗：西条神拝店（西条大町店は2024年現在、コーナンとなっている）
  - MEGAドン・キホーテ西条玉津店（パルティ・フジ玉津1F）
  - 大黒天物産：ディオ東予店、ラ・ムー伊予西条店
  - ハローズ：西条店、西条飯岡店、東予店
  - マルヨシセンター西条店
  - ヤマサンセンター丹原店、小松店、氷見店（2018年12月全店舗閉店）
  - そごうマート三芳本店、新町店、三津屋店
  - ヴォーグ西条店、壬生川店
  - 木村チェーン西条店、丹原店
- ホームセンター
  - DCM西条店、小松店、周桑店
  - コメリパワー西条店
- 大型書店
  - マスヤ書店
  - 明屋書店西条本店、西条福武店、東予店
  - 宮脇書店フジグラン西条店、フジ東予店

### 本社を置く主要企業
- アドバンテック
- イナミコーポレーション
- 愛媛銑鉄鋳物工業団地協同組合
- 花王サニタリープロダクツ愛媛
- クラレ西条
- サイプレス・スナダヤ
- 四国積水工業
- 住重アテックス
- 住友重機械プロセス機器
- 大屋
- 田窪工業所（登記上の本店は今治市）
- ファーム
- 藤田製作所
- フジボウ愛媛
- フジワラ化学
- 星加のゆべし

### 事業所･工場を置く主要企業
- 浅川造船東予工場

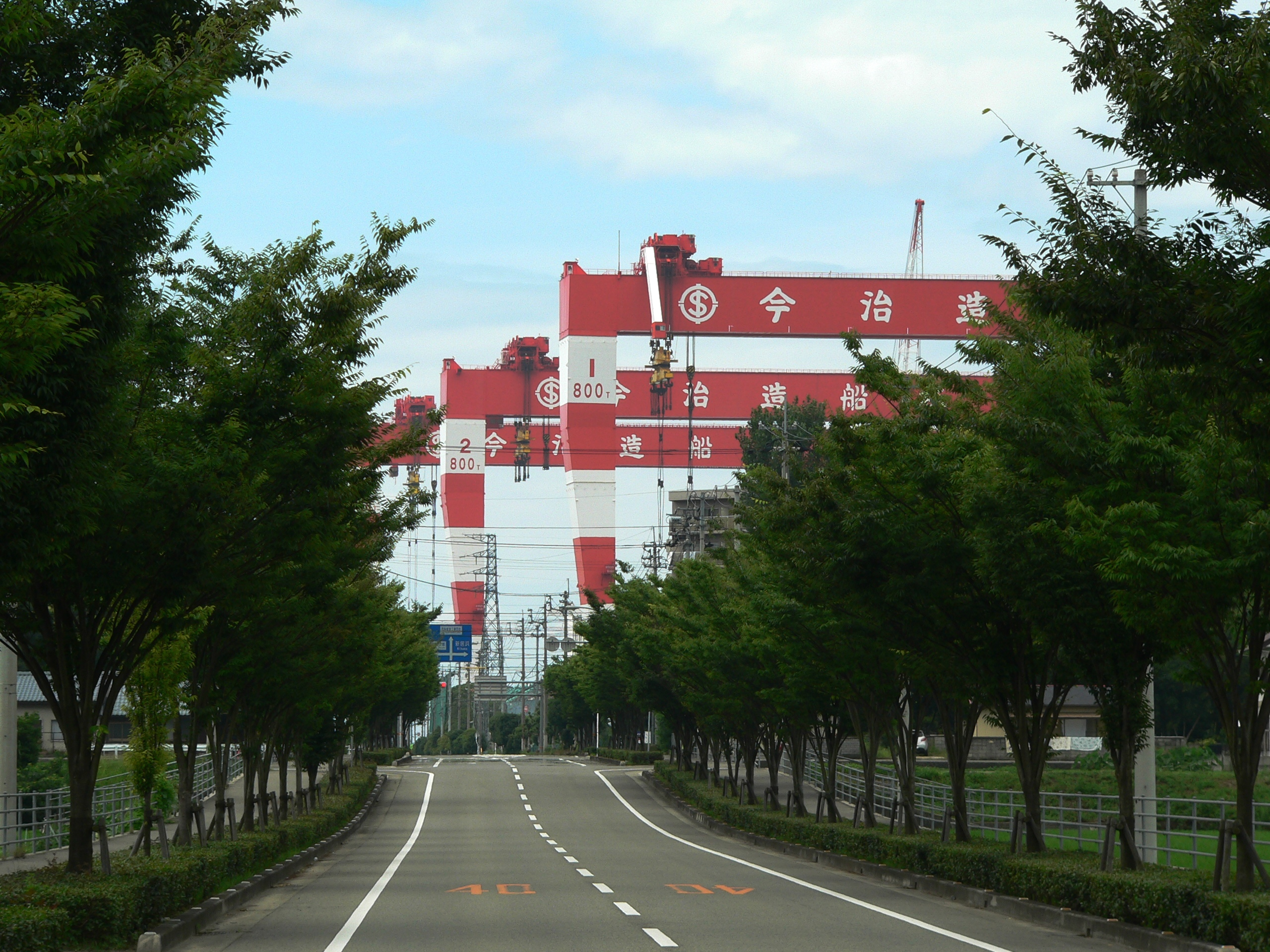
今治造船 西条工場

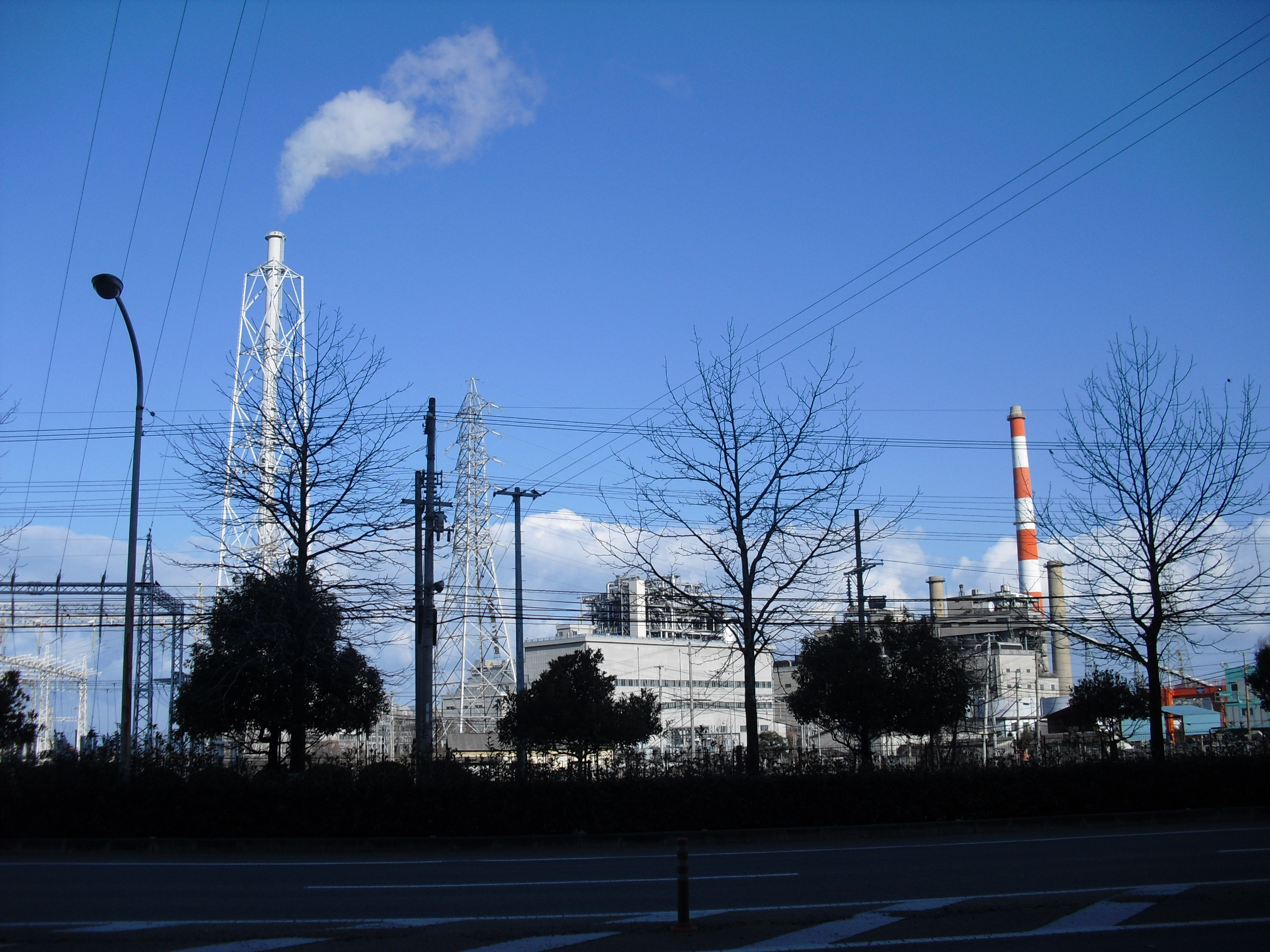
住友金属鉱山 東予工場

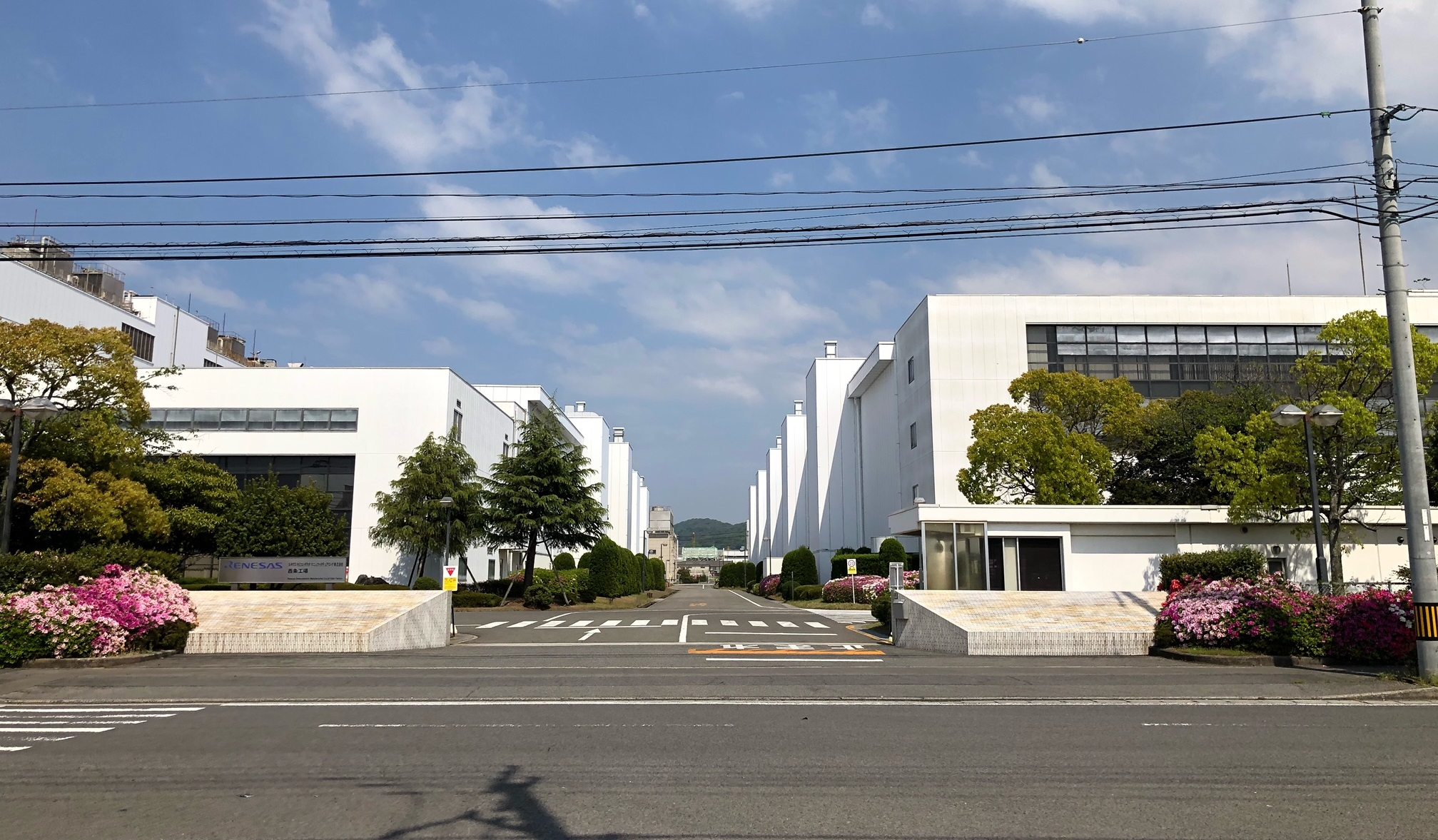
ルネサスエレクトロニクス 西条工場

- アサヒビール四国工場（2023年1月31日操業終了）、四国配送センター
- 一広国安センター
- 今治造船西条工場、東予工場、西条小松太陽光発電所
- 潮冷熱西条工場
- クラレ西条事業所
- コカ・コーラボトラーズジャパン小松工場、東予営業所
- 四国電力西条発電所、西条営業所
- 四国計測工業　西条事業所
- 住友共同電力壬生川火力発電所
- 住友金属鉱山東予工場
- 住友重機械建機クレーン西条事業所
- 住友重機械工業愛媛製造所（西条工場）
- 住友重機械イオンテクノロジー愛媛事業所、中四国サービスセンター
- 田窪工業所西条事務所、工場
- ダスキン愛媛工場
- 中国フジパン四国事業所
- 日本製鉄瀬戸内製鉄所 阪神地区(東予)
- 日本フーズデリカ西四国工場
- BEMAC西条工場
- フジケンエンジニアリング西条事業所、西条第1工場、西条第2工場
- ルネサス エレクトロニクス西条事業所

### 支社･営業所を置く主要企業
- 地方銀行
  - 伊予銀行西条支店･大町支店･三芳支店･壬生川支店･丹原支店･小松支店。飯岡支店･喜多川支店
  - 愛媛銀行西条支店･氷見支店･壬生川支店･丹原支店･飯岡支店
  - 香川銀行西条支店
  - 百十四銀行西条支店
  - 広島銀行伊予西条支店
- 信用金庫・労働金庫
  - 四国労働金庫西条支店
  - 愛媛信用金庫西条支店･壬生川支店･丹原支店
  - 東予信用金庫西条支店･喜多川支店･小松支店
- ATMのみを設置している銀行
  - イオン銀行グループ会社のマックスバリュ、マルナカ、ミニストップ各店舗に計7箇所設置
  - セブン銀行グループ会社のセブン-イレブン、ハローズ各店舗に計10箇所設置
  - ローソン銀行グループ会社のローソン店舗に計20箇所設置
- 証券会社
  - 香川証券西条支店
- 保険会社
  - アクサ生命保険西条分室
  - 朝日生命保険伊予西条営業所
  - 住友生命保険新居浜支社西条泉支部･西条なごみ支部･西条のぞみ支部･東予ひかり支部･周桑支部
  - 大樹生命保険愛媛支社西条営業部
  - 日本生命保険西条営業部
  - 全国共済農業協同組合連合会愛媛県本部 東予事務所
  - 明治安田生命保険相互会社　松山支社西条営業所

## 文化

### 祭り
- 西条祭り - 豪華絢爛な西条祭りは江戸時代中期より始まり「鬼頭」といわれる責任者は庶民が帯刀を許された全国でも稀な祭りである。

西条祭りは伊勢音頭を歌いながらだんじりを担いで奉納することから、三重県伊勢市と交流があり、2006年（平成18年）11月4日に、まとまった屋台数としては6度目の伊勢でのだんじり奉祝奉納が行われた。西条市全体では約130台という日本一の屋台数の祭りである。同市出身でテノール歌手秋川雅史も、毎年必ず参加をしている。
「西条祭り」は通り名で、石岡神社例大祭・伊曾乃神社例大祭・飯積神社例大祭が正式名称で、禎瑞地区の嘉母神社例大祭を含めた旧西条市（平成の大合併前）の平野部の祭りを総称して「西条祭り」と呼ぶ。
- 丹原七夕夏祭り - 8月5日〜7日
- 小松三嶋神社例大祭、毎年10月16・17日 （別に石根地区の大郷、妙口、大頭のだんじりを奉納する祭りも旧小松町である）
- 壬生川祭り - 鶴岡八幡神社：毎年10月12・13日、宇賀神社：毎年10月12・13日、三保神社：毎年10月15・16日、五所神社：毎年10月15・16日、周敷神社：毎年10月15・16日
- 丹原祭り - 福岡八幡神社：毎年10月16・17日
- 西条山のまつり

### 方言
西条弁と呼ばれる。
- 愛媛県の方言は、東予・中予・南予と3つに大別される。東予方言は新居郡、西部、宇摩郡に分かれる。西条市は平成の大合併前の旧西条市が新居郡方言、合併した旧東予市、旧小松町、旧丹原町が東予西部方言となる。

新居郡方言が更に東部と西部に別れ、旧西条市が新居郡西部方言、新居浜市が新居郡東部方言となっている。
- 郡境であった旧氷見町地区においては、昭和の大合併で合併した旧西條町より、東予西部方言の旧周桑郡小松町と隣接しているため、旧西條町より旧小松町との共通点も多い。一例として 「とても」を「しょー」とする表現など。
- 愛媛県の方言は、東予・中予・南予でかなり異なり、南予は高知の幡多弁に近く、また仙台藩支藩の宇和島市は東北弁との関連もある。松山市を中心とした中予とは伊予弁としてひとくくりにされることも多いが、他県の人間はともかく東予と中予の人間が話すと明らかに異なることが互いにすぐ分かる。また、話すスピードが大きく異なり、中予が全国標準と比較して遅くゆったりと話し、南予になるとかなり遅く話す。ところが東予は全国標準よりとても速く、全国的にも群を抜いて速く喋る。

### 伝統工芸
- 周桑手すき和紙 - 西条市の国安地区と石田地区で製造されている[20]。国安地区では主に奉書紙や壇紙を、石田地区では全国的にも数少ない三・六判の和紙やあんどん等に使う工芸紙、卒業証書に使う和紙を漉いている[20]。特に国安地区で漉かれる檀紙、奉書紙は全国シェア1位を誇っている[20]。
- 西条だんじり彫刻

## 地域

### 人口
| |                                        |  |
| 西条市と全国の年齢別人口分布（2005年） | 西条市の年齢・男女別人口分布（2005年） |  |
| ■紫色 ― 西条市 ■緑色 ― 日本全国 | ■青色 ― 男性 ■赤色 ― 女性              |  |
| 西条市（に相当する地域）の人口の推移 \| 1970年（昭和45年） \| 108,270人 \| \| \| 1975年（昭和50年） \| 110,548人 \| \| \| 1980年（昭和55年） \| 112,961人 \| \| \| 1985年（昭和60年） \| 115,983人 \| \| \| 1990年（平成2年） \| 115,251人 \| \| \| 1995年（平成7年） \| 114,706人 \| \| \| 2000年（平成12年） \| 114,548人 \| \| \| 2005年（平成17年） \| 113,371人 \| \| \| 2010年（平成22年） \| 112,091人 \| \| \| 2015年（平成27年） \| 108,174人 \| \| \| 2020年（令和2年） \| 104,791人 \| \| |                                        |  |
| 総務省統計局 国勢調査より |                                        |  |
| 1970年（昭和45年） | 108,270人                              |  |
| 1975年（昭和50年） | 110,548人                              |  |
| 1980年（昭和55年） | 112,961人                              |  |
| 1985年（昭和60年） | 115,983人                              |  |
| 1990年（平成2年） | 115,251人                              |  |
| 1995年（平成7年） | 114,706人                              |  |
| 2000年（平成12年） | 114,548人                              |  |
| 2005年（平成17年） | 113,371人                              |  |
| 2010年（平成22年） | 112,091人                              |  |
| 2015年（平成27年） | 108,174人                              |  |
| 2020年（令和2年） | 104,791人                              |  |

### 医療
- 主な病院
  - 西条市立周桑病院
  - 西条中央病院
  - 済生会西条病院
  - 村上記念病院
  - 西条市民病院（旧北辰会まなべ病院）

## 教育

### 小学校
| - 西条市立西条小学校 - 西条市立神拝小学校 - 西条市立玉津小学校 - 西条市立飯岡小学校 - 西条市立大町小学校 - 西条市立神戸小学校 - 西条市立氷見小学校 - 西条市立橘小学校 - 西条市立禎瑞小学校 | - 西条市立壬生川小学校 - 西条市立多賀小学校 - 西条市立周布小学校 - 西条市立吉井小学校 - 西条市立国安小学校 - 西条市立吉岡小学校 - 西条市立楠河小学校 - 西条市立三芳小学校 | - 西条市立庄内小学校 - 西条市立丹原小学校 - 西条市立徳田小学校 - 西条市立田野小学校 - 西条市立田滝小学校 - 西条市立中川小学校 - 西条市立小松小学校 - 西条市立石根小学校 |

### 中学校
| - 西条市立西条北中学校 - 西条市立西条東中学校 - 西条市立西条南中学校 - 西条市立西条西中学校 | - 西条市立東予東中学校 - 西条市立東予西中学校 - 西条市立河北中学校 | - 西条市立丹原東中学校 - 西条市立丹原西中学校 - 西条市立小松中学校 |

### 高等学校
- 愛媛県立西条高等学校
- 愛媛県立西条農業高等学校
- 愛媛県立東予高等学校
- 愛媛県立小松高等学校
- 愛媛県立丹原高等学校

## 交通

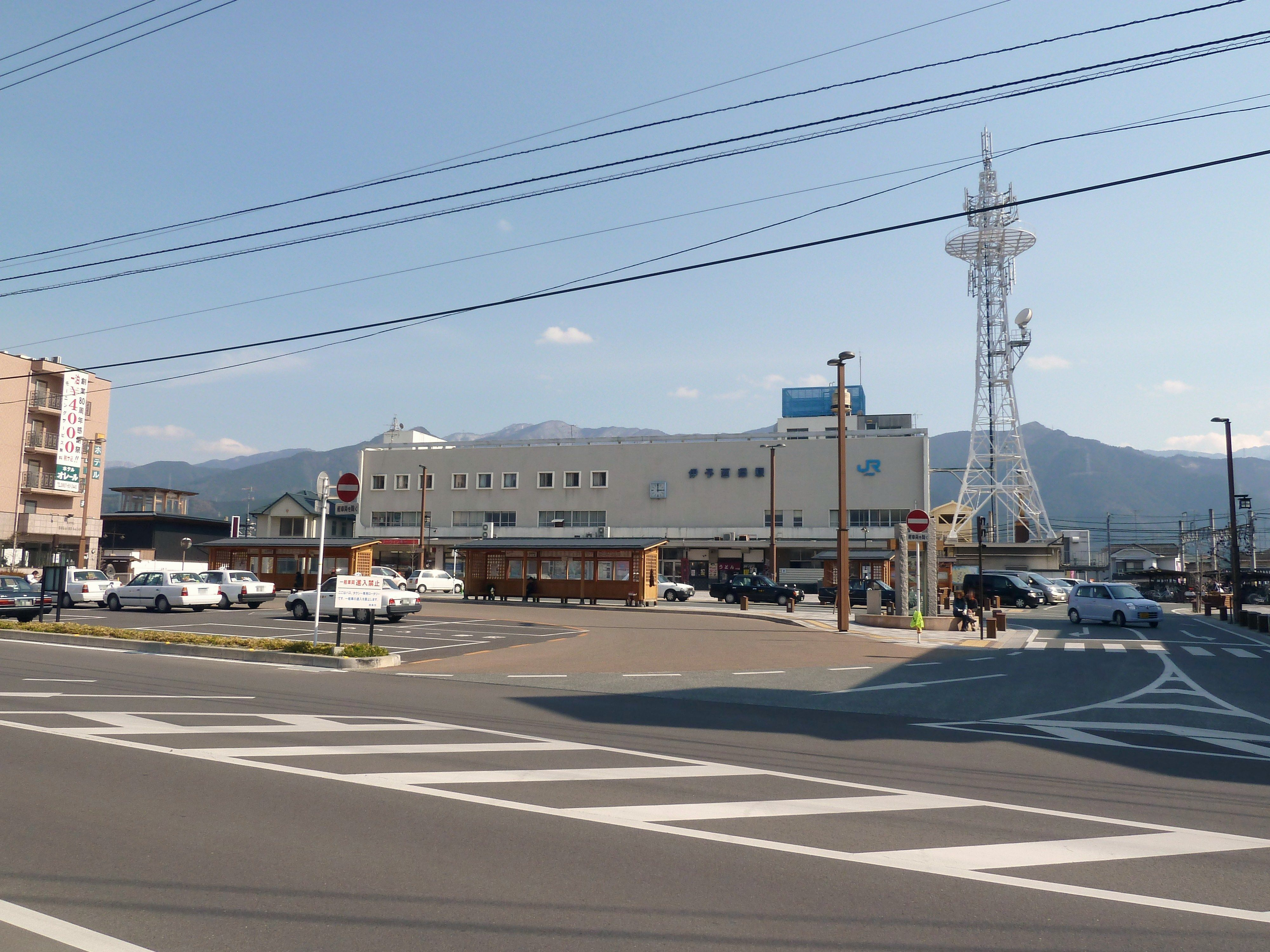
伊予西条駅

### 鉄道
四国旅客鉄道
- 予讃線
  - 伊予西条駅 - 石鎚山駅 - 伊予氷見駅 - 伊予小松駅 - 玉之江駅 - 壬生川駅 - 伊予三芳駅

索道
- 石鎚登山ロープウェイ

### 路線バス
- 瀬戸内運輸
- せとうち周桑バス
- 伊予鉄バス（瀬戸内運輸と共同運行で、新居浜 - 松山間の特急バスを運行している）
- 西条市よりそいタクシー（市が運行する予約制乗合タクシー）[21]

### 高速バス
- パイレーツ号（瀬戸内運輸・東急トランセ） - 東京都行き 伊予西条駅から約400m西にある西条登道バス停発着
- いしづちライナー（瀬戸内運輸・阪神バス） - 大阪市・神戸市行き 伊予西条駅前発着

### 港湾

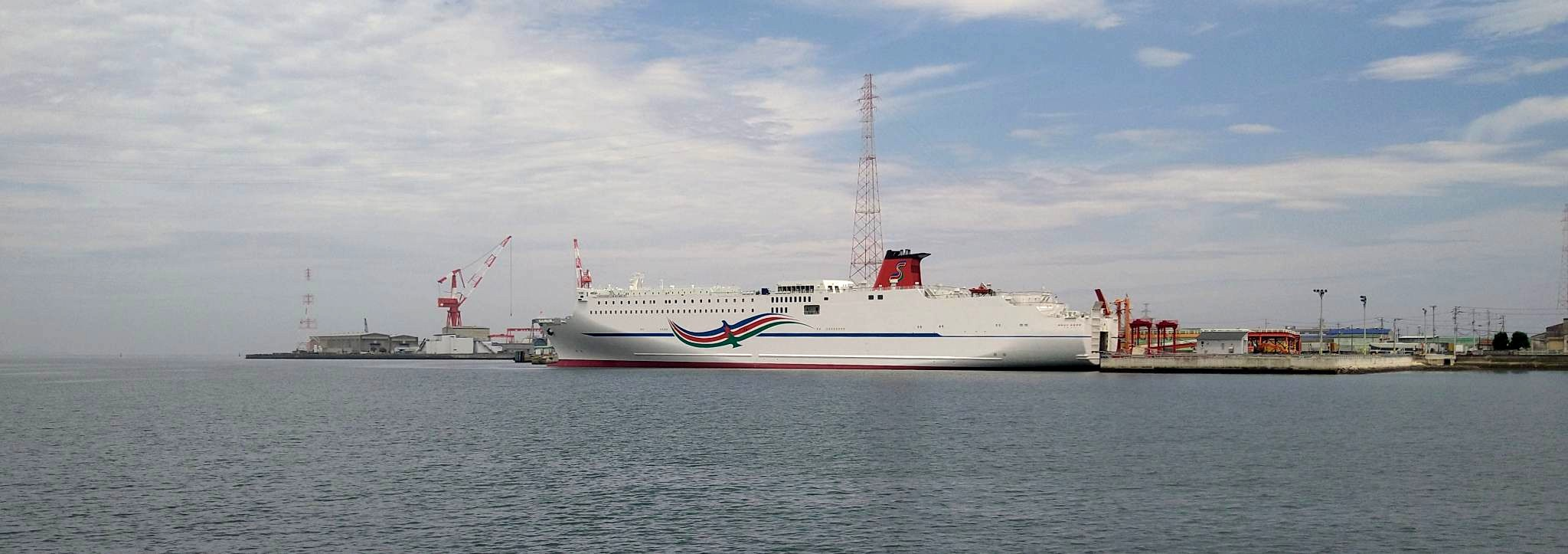
東予港「オレンジフェリー」

- 東予港
  - オレンジフェリー：大阪南港行き

### 道路

#### 高速道路
- 松山自動車道
  - インターチェンジ
    - 10 いよ西条IC
    - 11 いよ小松JCT/IC

  - サービスエリア・パーキングエリア
    - 石鎚山SA
- 今治小松自動車道（今治小松道路）
  - 2 東予丹原IC
  - 3 いよ小松北IC

#### 一般国道
- 国道11号
- 国道192号（国道11号と重複）
- 国道194号
- 国道196号

#### 県道
主要地方道
- 愛媛県道12号西条久万線
- 愛媛県道13号壬生川新居浜野田線
- 愛媛県道48号壬生川丹原線

一般県道
- 愛媛県道139号飯岡玉津線
- 愛媛県道140号伊予西条停車場線
- 愛媛県道141号西条港線
- 愛媛県道142号石鎚伊予小松停車場線
- 愛媛県道143号壬生川港小松線
- 愛媛県道144号南川壬生川停車場線
- 愛媛県道147号石鎚丹原線
- 愛媛県道148号東予港三津屋線
- 愛媛県道149号丹原小松線
- 愛媛県道150号徳能伊予三芳停車場線
- 愛媛県道151号関屋今井線
- 愛媛県道152号寺尾重信線
- 愛媛県道153号落合久万線
- 愛媛県道154号東予玉川線
- 愛媛県道155号今治丹原線
- 愛媛県道159号孫兵衛作壬生川線
- 愛媛県道302号皿ヶ峰公園滑川線
- 愛媛県道327号湯谷口川内線

#### 道の駅
- 小松オアシス（松山自動車道 石鎚山SA）

## 名所・旧跡・観光スポット・祭事・催事
祭りについては上記「文化」の節を参照のこと。
名所・旧跡・観光スポット

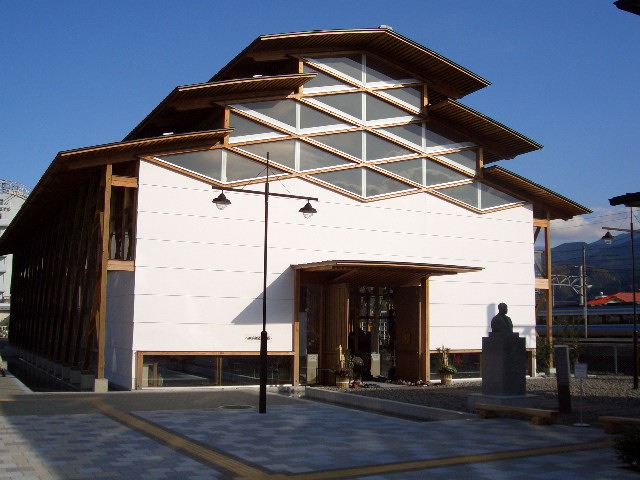
四国鉄道文化館

- 鉄道歴史パーク in SAIJO：四国鉄道文化館・十河信二記念館・観光交流センターの3施設の総称。

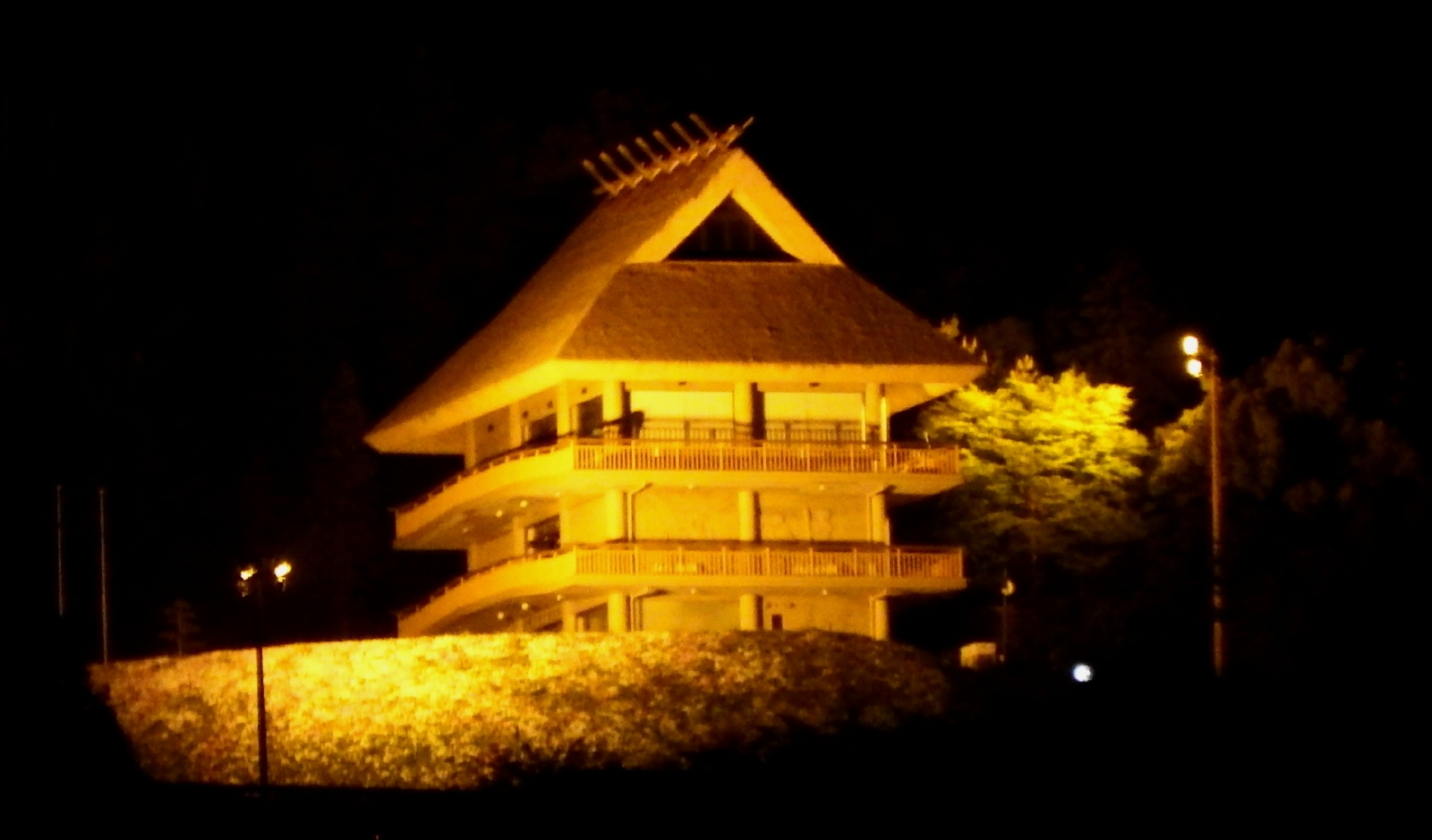
西条市考古歴史館

- 西条市考古歴史館：八堂山の上にありライトアップされ、市内どこからでも見える。
- 西条市立郷土博物館
- 東予郷土館：絶滅危惧種のカブトガニを飼育する。
- 西条市佐伯記念館・郷土資料館
- 丹原ふるさと歴史館
- 県史跡近藤篤山（とくざん）旧邸
- 西条市こどもの国
- 愛媛民藝館
- 石鎚ふれあいの里
- 石鎚スキー場
- りんりんパークー
- 王至森寺の金木犀（キンモクセイ、国の天然記念物、かおり風景100選）
- 西条市ひうち球場
- 道の駅小松オアシス

- 禎祥寺 観音堂の藤（喜多川）

- 禎瑞の芝桜（中山川河口東岸）

- ひょうたん池の桜（石田　中山川北岸）

- 熊野神社の桜の森（丹原町高松）
- 久妙寺：桜の名所

- 旧大保木小学校のソメイヨシノ
- 長福寺の藤棚
- つなぐ棚田遺産：千町の棚田[22]

神社・仏閣
- 石鎚神社：石鎚山総本宮

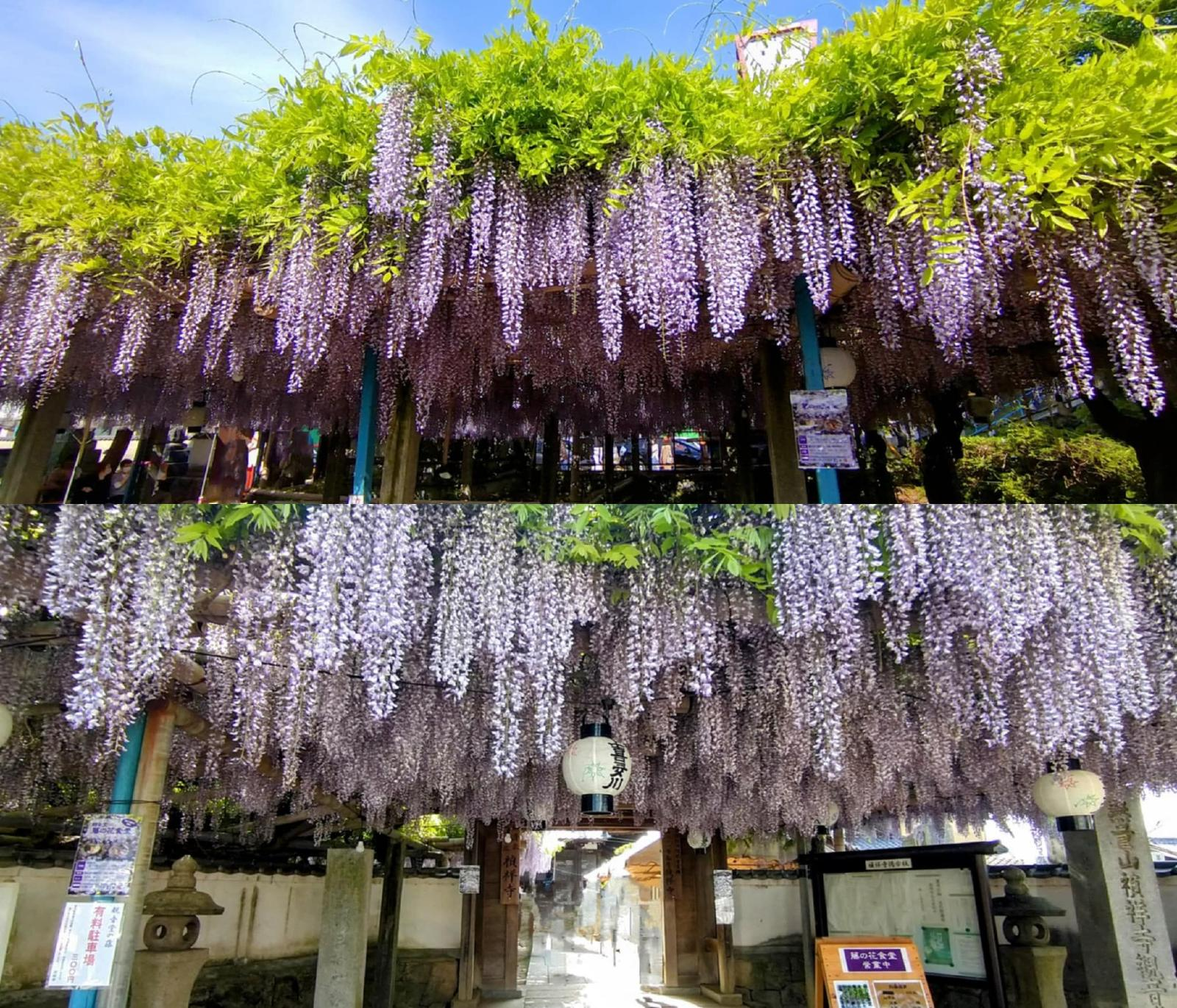
禎祥寺 観音堂　藤

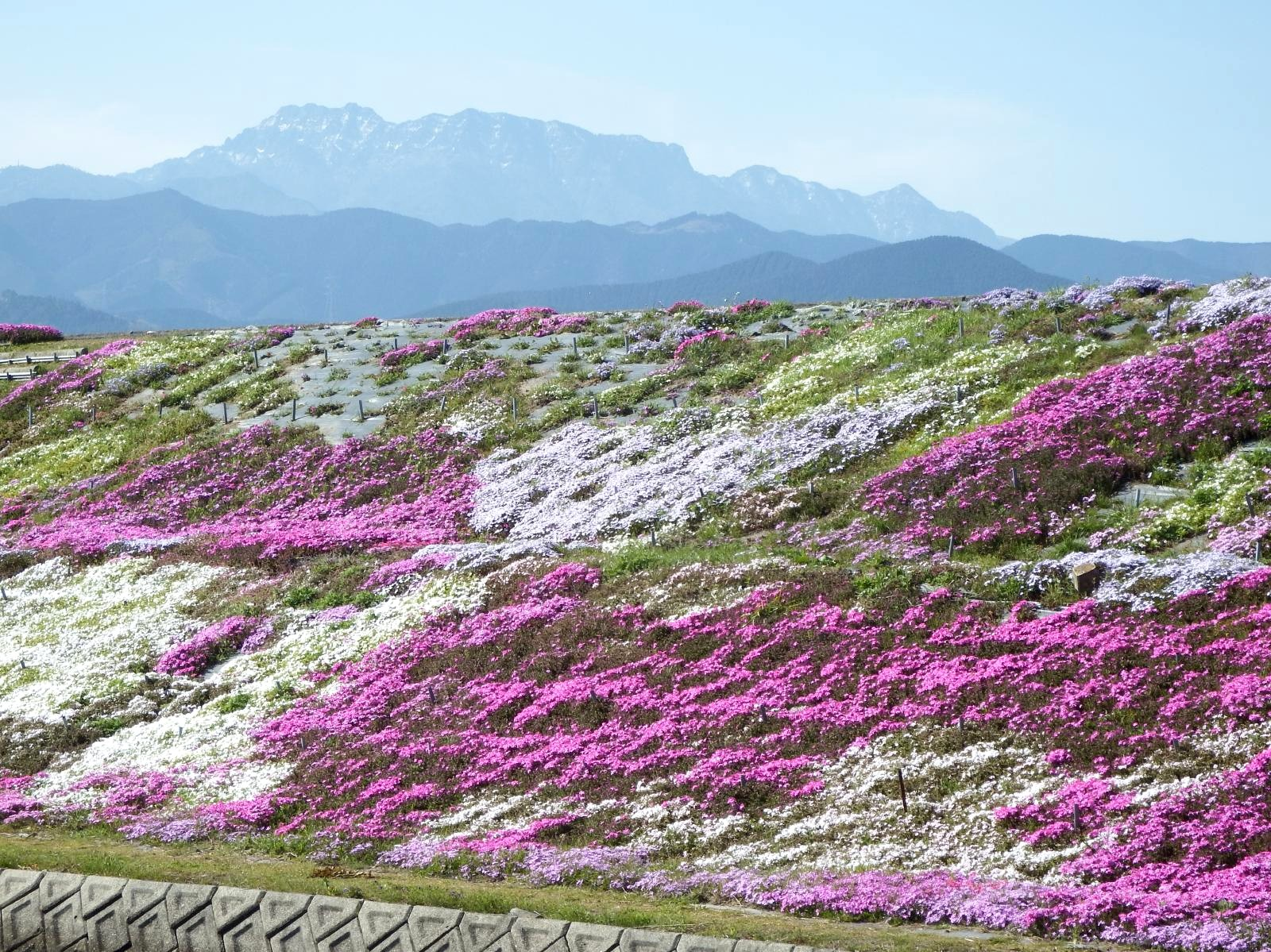
禎瑞の芝桜と石鎚山

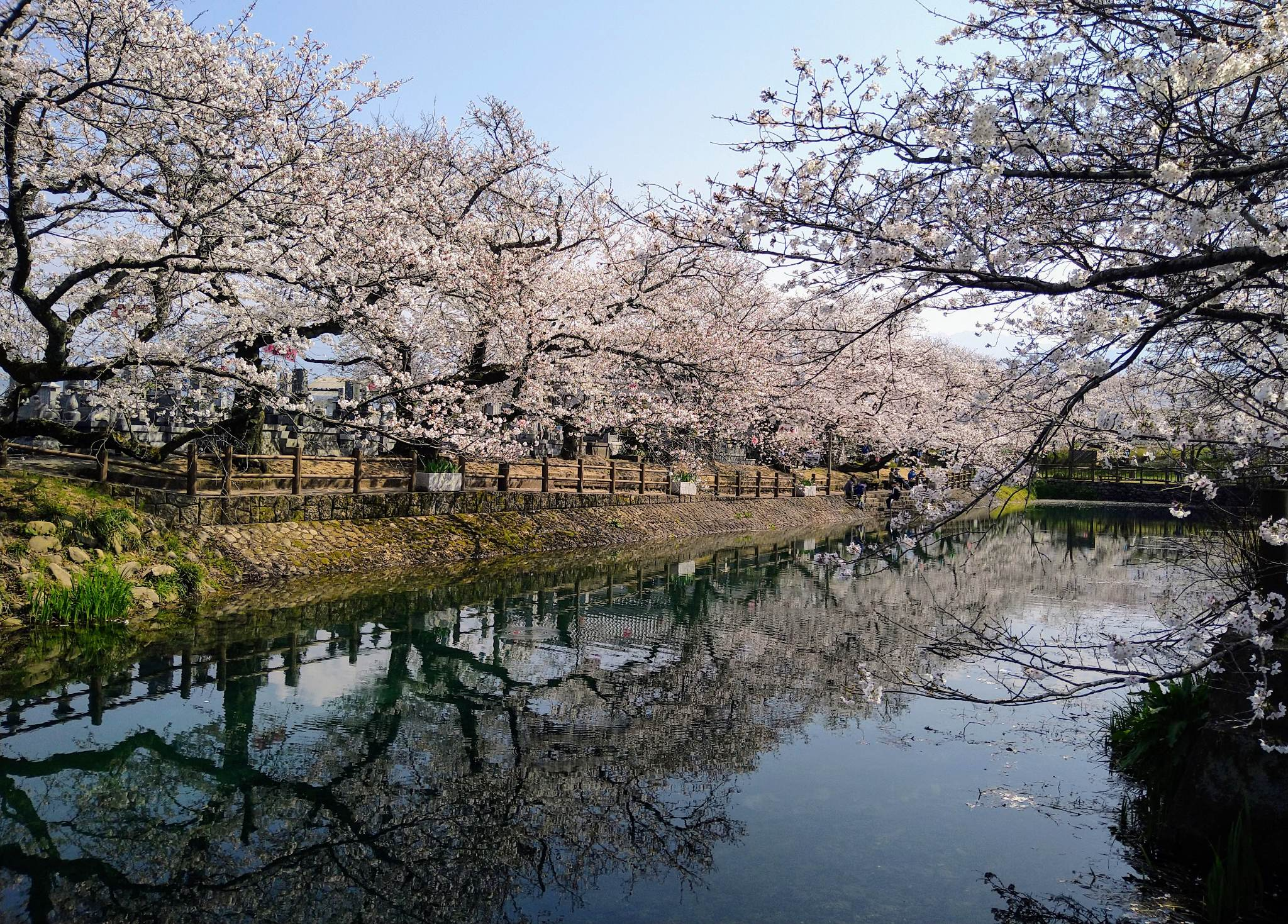
ひょうたん池

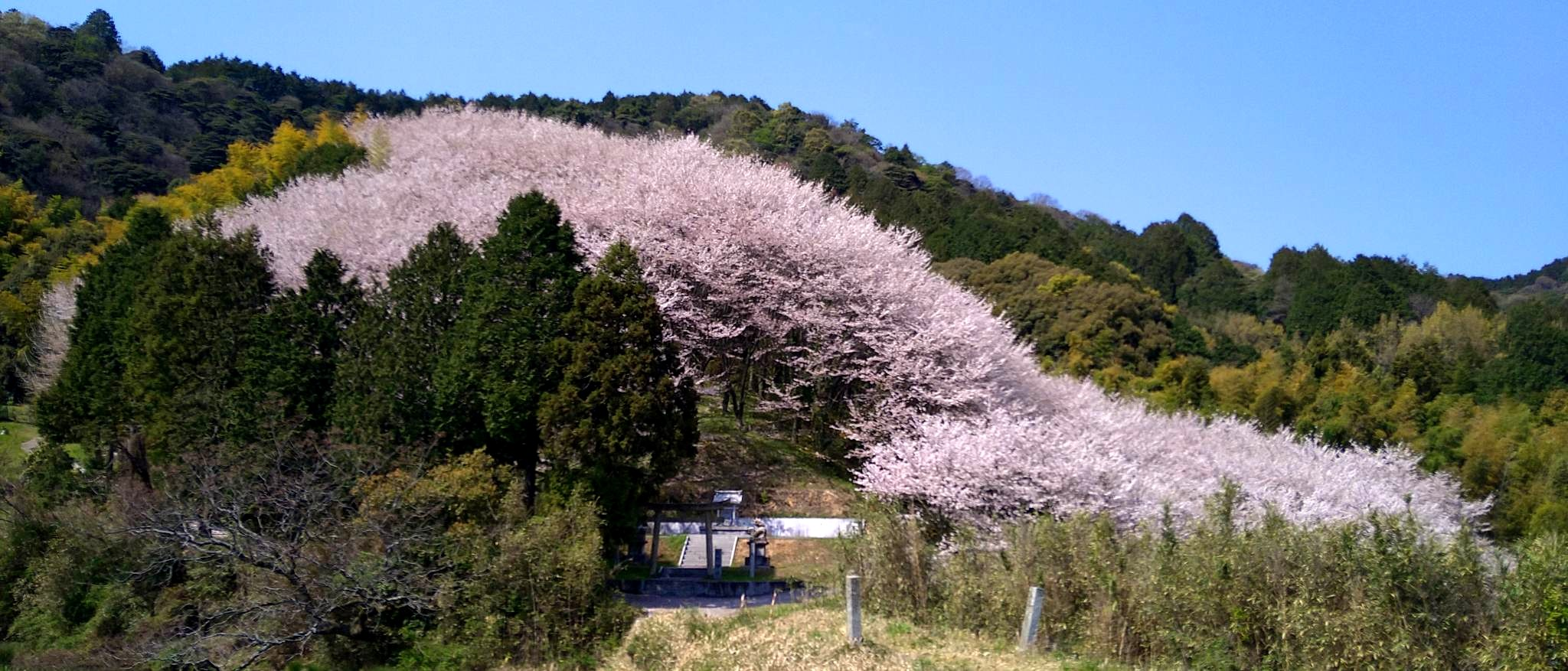
熊野神社の桜の森

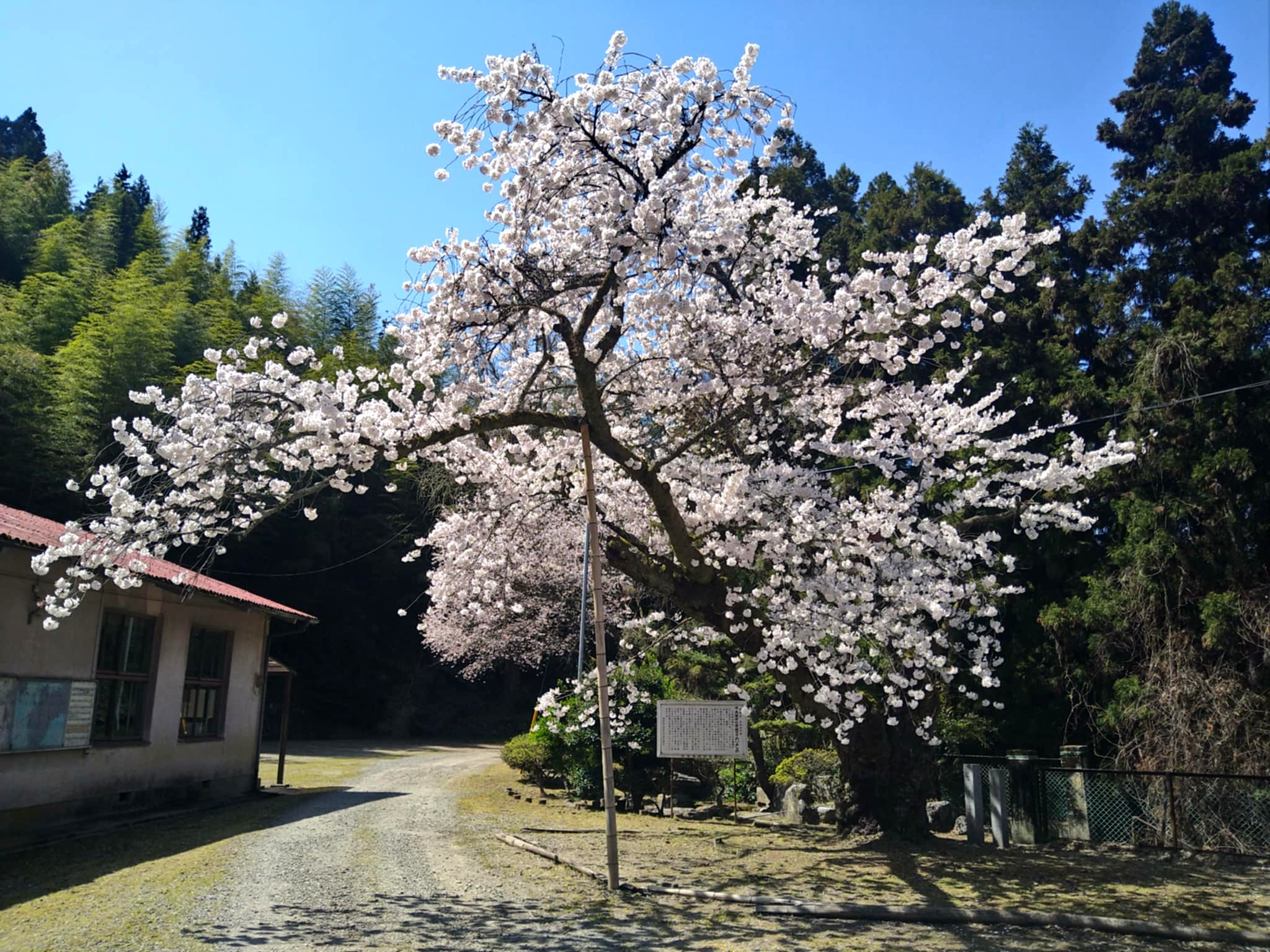
旧大保木小学校のソメイヨシノ

- 伊曽乃神社：伊曾乃例大祭 （西条・神拝・大町・神戸・玉津校区）
- 石岡神社：石岡例大祭 （氷見・橘校区）
- 飯積神社：飯積例大祭 （玉津・飯岡校区）
- 嘉母神社：嘉母例大祭 （禎瑞校区）、嘉母神社手洗水（名水百選）
- 三嶋神社：三嶋例大祭 （小松校区）
- 周敷神社
- 保国寺：四国最古の庭園（名勝）
- 極楽寺：石鎚山真言宗総本山
- 札所寺院
  - 四国八十八ヶ所霊場：(60)横峰寺、(61)香園寺、(62)宝寿寺、(63)吉祥寺、(64)前神寺
  - 四国別格二十霊場：(10)西山興隆寺、(11)生木地蔵
  - 新四国曼荼羅霊場：(31)王至森寺、(32)極楽寺、(33)清楽寺、(34)妙雲寺、(35)実報寺、(36)栴檀寺
  - 四国三十六不動霊場：(22)西山興隆寺、(23)極楽寺

温泉
- 湯宿 湯之谷温泉
- 本谷温泉（伊予の三湯）
- 西条天然温泉ひうちの湯
- 椿交流館 椿温泉こまつ（石鎚山ハイウェイオアシス）
- 東予温泉いやしのリゾート
- 道前渓温泉（中山川渓谷）

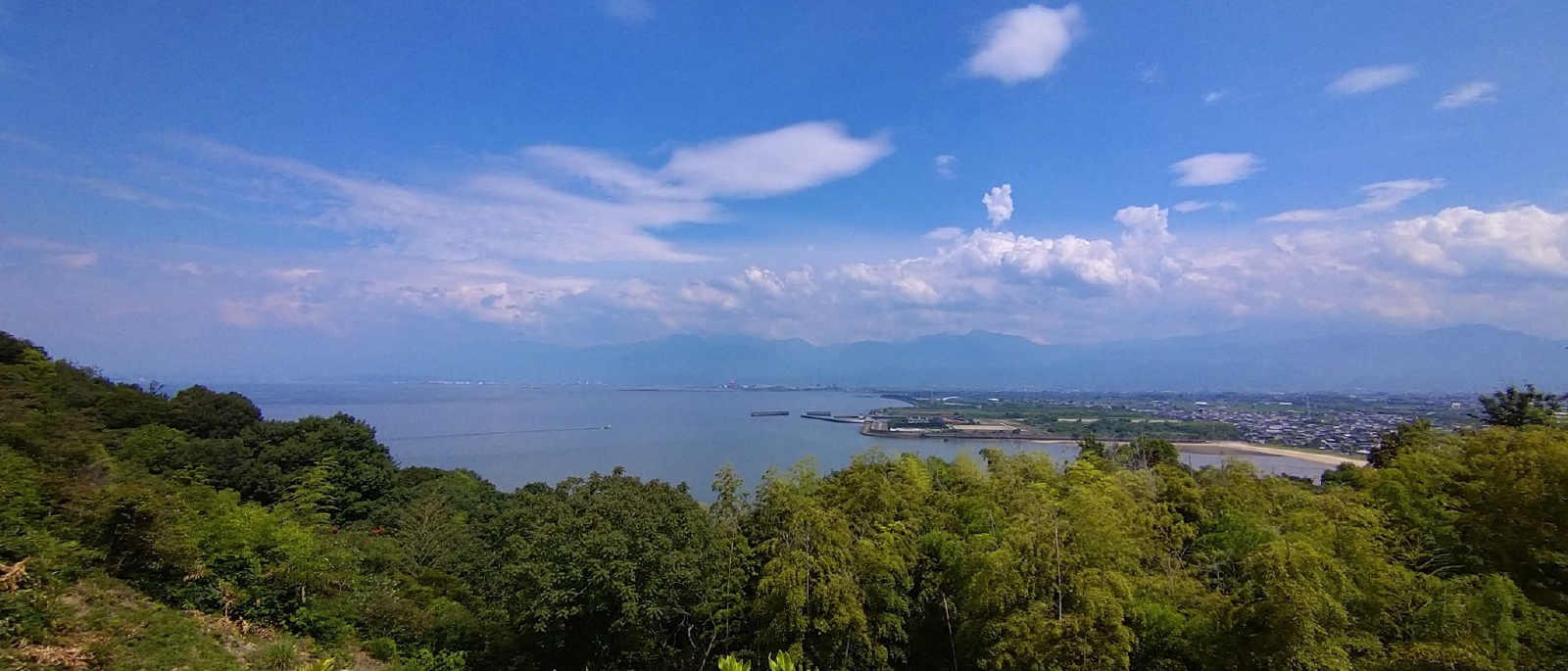
休暇村瀬戸内東予から石鎚山系の展望（四国八十八景）

- ひうちなだ温泉（休暇村瀬戸内東予）：燧灘と石鎚山系を望め、その景色が四国八十八景60番に選定されている。
- 湯の里小町温泉しこくや（りんりんパーク）
- 石鎚山温泉 温泉旅館京屋

銘菓
- 伊豫の餅
- たぬきまんじゅう
- 断層もなか
- 丹原まんじゅう
- 蝶庵もなか
- 星加のゆべし
- よし乃餅

## 出身人物

### 歴史上の人物
- 徳川茂承 - 紀州徳川家最後の藩主、天保15年（1844年） - 明治39年（1906年）8月20日、父は西条藩主松平頼学。（厳密には西条出身ではなく西条藩江戸屋敷生まれ）
- 三浦安 - 文政12年（1829年）8月18日生まれ、西条藩士の小川武貴の長男。三浦家の養子となり三浦五助と称する。その後紀州家に取り立てられ、いろは丸沈没事件の対応に当たる。明治政府では大蔵省官吏、元老院議官、貴族院議員、東京府知事、宮中顧問官を歴任し明治43年（1910年）82歳で没す。
- 工藤干城 - 西条藩神戸出身、明治から大正の政治家、自由民権運動を志し正心社を結成。明治22年に板垣退助が愛国公党を結成後に合流する。第三回帝国議会衆議院選挙で当選、このことは新居郡初の代議士でもあった。その後、愛国公党は自由党となり今日の自由民主党へと繋がる。大正5年（1916年）59歳で没す。
- 眞鍋嘉一郎 - 医師、旧制松山中学で夏目漱石より英語を教わる。後に漱石の主治医となる。東京帝国大学医学部教授で内科の治療にレントゲンや電気など新しい治療法を取り入れる。常心お旅所に眞鍋の石碑がある。
- 岡田和一郎- 医師、東京帝国大学医学部教授。日本耳鼻咽喉科学の祖。
- 関行男 - 海軍航空隊パイロット、最初の神風特攻隊の1つ、敷島隊の隊長、昭和19年10月25日フィリピンのレイテ島沖に航行中の米海軍護衛空母セント・ローに特攻。大町常心に記念碑などがある。

### 政治・行政
- 河上哲太 - 衆議院議員、文部参与官、立憲政友会総務
- 佐伯修司 - 独立行政法人統計センター理事長、総務省統計局統計高度利用特別研究官、同統計局長、同統計研究研修所長：旧丹原町出身[23]
- 秦豊 - ニュースキャスター、参議院議員

### 実業家
- 工藤治夫 - サンスター会長

### 学者・教育者
- 越智敏夫 - 政治学者、新潟国際情報大学学長
- 桑原真人 - 歴史学者、札幌大学元学長
- 潮見佳男 - 民法学者、京都大学教授
- 難波江通泰 - 支那文学者（漢文）、支那哲学者（専門は王陽明）、国士舘大学武徳研究所助教授

### 文化・宗教
- 秋川雅史 - オペラ歌手。祭り好きで伊曾乃例大祭には毎年帰省している。
- 伊藤五百亀 - 日本芸術院賞、日展理事
- 真鍋頼一 - 牧師、青山学院理事長
- 村上和彦 - 劇画家

### 芸能
- 芥川澄夫 - 歌手、音楽プロデューサー。トワ・エ・モワとしてNHK紅白歌合戦に西条市から初出場。
- 一色龍次郎 - ミュージカル俳優（旧東予市出身）
- 小田結希 - お笑いコンビ「オダウエダ」
- 叶美香 - タレント、叶姉妹（旧東予市出身）
- KEN'ICHI - ミュージシャン、ドラマー、元SEX MACHINEGUNSメンバー。現在は自身のバンド、LOKA等で活動中（旧丹原町出身）。
- 酒井貴浩 - 俳優
- 西興一朗 - 俳優（旧周桑郡小松町 (愛媛県)出身 ）
- 高岸宏行 - お笑いコンビ「ティモンディ」ボケ・応援担当、プロ野球選手(ルートインBCリーグ・栃木ゴールデンブレーブス)、西条市生まれで1年ほど暮らす。滋賀県大津市育ち。済美高等学校（松山市）出身。
- 徳永悦子 - 南海放送元アナウンサー
- 松本怜生 - 俳優（西条市出身）
- 眞鍋かをり - タレント

### スポーツ
野球
- 池西増夫 - 元アマチュア野球選手（捕手）、元高校野球解説者
- 宇佐美敏晴 - 元プロ野球選手（投手）読売ジャイアンツ  引退後は西条市で会社を設立。西条リトルの総監督も務めた。
- 大本将吾 - 元プロ野球選手（外野手）福岡ソフトバンクホークス→愛媛マンダリンパイレーツ
- 佐伯勇 - 近畿日本鉄道名誉会長、近鉄バファローズ元オーナー（旧丹原町出身、市内に佐伯記念館・郷土資料館がある）
- 千葉茂 - 元プロ野球選手（内野手）、監督　東京巨人軍
読売ジャイアンツ
- 野口茂樹 - 元プロ野球選手（投手）中日ドラゴンズ→読売ジャイアンツ（旧東予市出身）
- 森本潔 - 元プロ野球選手（内野手）三協精機→阪急ブレーブス→中日ドラゴンズ

サッカー
- 川又堅碁 - サッカー選手、元日本代表　ジェフユナイテッド市原・千葉所属
- 黒川雷平 - サッカー選手、愛媛FC所属
- 長友佑都 - サッカー選手、日本代表・FC東京所属（旧東予市三芳出身、小学3年生で母の実家がある西条市に引っ越す[24]）

その他
- 朝潮太郎 (2代) -大相撲力士、最高位は大関。引退後は第3代高砂親方として高砂部屋の運営に携わり二人の横綱を育てた。玉津永易出身。
- 宇高菜絵 - 柔道選手
- 田口信教 - ミュンヘンオリンピック平泳ぎ金メダリスト
- 藤田一海 - スノーボードハーフパイプ選手2008年ワールドカップ4位、ジャパンカップ優勝
- 宮崎謙彦 - 元全日本バレーボール選手、パナソニックパンサーズ主将、アジア大会金メダル（広島大会）、天皇・皇后杯最高殊勲選手賞、敢闘賞、ベスト6、新人賞などをはじめ数々のタイトルを受賞
- 村上竜司 -空手家、士道館士魂村上塾長（旧東予工業高校出身）
- 吉田実 - 元競輪選手

### その他
- 早川みどり - カウンセラー
- 和田重次郎 - 犬ぞり使い

## ゆかりの人物
- 秋山拓巳 - プロ野球選手(阪神タイガース投手)、香川県丸亀市出身だが、西条高等学校出身である。
- 近藤篤山 - 江戸時代の儒学者「伊予聖人」「徳行天下第一の人」とたたえられた。
- 西郷直樹 - かるた名人、名人位連覇中に仕事の関係で西条市在住。ニュースなどでは「愛媛県西条市の」と紹介されていた。平成24年まで14連覇で永世名人となる。
- 十河信二 - 新居郡中村（現・新居浜市、江戸時代は西條藩）生まれ。旧制西條中学（現・愛媛県立西条高等学校）出身第4代国鉄総裁で新幹線建設の父と呼ばれる。第二代西条市長、名誉市民。

2007年、日本ナショナルトラストによって、伊予西条駅前に四国鉄道文化館が建設された。館内には、0系新幹線車両（一部分）が展示されているほか、隣接地に「十河信二記念館」が設置され、十河氏の遺品の一部などが展示されている。「四国鉄道文化館」前のほか、西条市大町鷹丸の元体育館横に胸像が、東京駅18番線19番線ホームには記念碑がある。
- 都筑馨六 - 法学博士 男爵。
- 藤岡弘、 - 俳優、タレント、武道家、声優、歌手、探検家、実業家、上浮穴郡久万町（現：久万高原町）出身。母が西条市出身。
- 藤田元司 - プロ野球選手、元読売ジャイアンツ監督、新居浜市出身。西条高等学校出身。
- 三品容斎 - 江戸時代の儒学者。近藤篤山の弟。西条藩士家老三品家の養子となり、藩校択善堂教授、侍読をつとめるなど、藩の教育に50年間つくした。西条藩文教の中興の祖とされる。

## 西条市名誉市民
- 十河信二 - 昭和44年9月29日贈[25]
- 村上徳太郎 - 昭和59年3月22日贈[25]
- 伊藤一 - 昭和59年3月22日贈[25]
- 永野眞平 - 昭和60年4月25日贈[25]
- 佐伯勇 - 昭和63年3月11日贈[25]
- 西健次 - 平成7年6月20日贈[25]
- 桑原富雄 - 平成10年12月18日贈[25]
- 河上辰男 - 平成14年6月27日贈[25]
- 渡邊武 - 平成14年6月27日贈[25]
- 田口信教 - 平成14年6月27日贈[25]
- 伊藤宏太郎 - 平成27年11月1日贈[26]

## 市外局番
旧西条市が0897（新居浜MA）、旧東予市・小松町・丹原町が0898（今治MA）。